# المكارثة (ماوية)

تعديل مصدري - تعديل

المكارثه  هي إحدى قرى مديرية ماوية بمحافظة تعز اليمنية، بلغ تعداد سكانها 323 نسمة حسب التعداد السكاني في اليمن في 2004.